# La donna di maneggio
La donna di maneggio è un'opera teatrale in tre atti di Carlo Goldoni scritta nel 1760 e messa in scena per la prima volta nell'autunno di quell'anno nel Teatro San Luca di Venezia.
Scritta fra i due capolavori I rusteghi e La casa nova, non incontrò il favore del pubblico, ma non mancò di ritornare sulle scene nel XIX secolo e avere traduzioni in tedesco e in portoghese.

## Trama
Napoli. Donna Giulia, una donna di autorità che ha conoscenze e buone amicizie, fa valere il suo credito per ottenere favori per le persone che ama o protegge. Giulia si distingue per una fortissima autonomia, manifestata anzitutto dalla conquista di uno spazio personale, all'interno del palazzo maritale: ha le sue camere, il suo scrittoio, il suo segretario. Non ne approfitta per portarsi in casa il cicisbeo di turno, ma ha messo in piedi una vera e propria industria epistolare, che è alternativa all'industria del divertimento e della dissipazione esistenziale cui è dedito solitamente il ceto aristocratico. 

## Poetica
Scrive l'autore nella premessa dell'edizione a stampa: Questa Commedia ha molto serio, unito a molto ridicolo: due cose difficili ad unirsi insieme perfettamente. [...] Gli accidenti la sostengono coll'interesse e la sospensione. Non manca di critica e d'instruzione. L'amore vi è trattato in più modi. La vanità è messa nella sua situazione più comica, e l'avarizia fa il chiaroscuro colla nobile liberalità. Il dialogo è proporzionato agli Attori. Vi è qualche squarcio di erudizione, vi è qualche formulario di lettere, vi è del politico e dell'economico; in somma... pare ne venga per conseguenza: questa è una Commedia perfetta. Ma (dirà alcuno) tu sei diventato pazzo. Tu fai il più grand'elogio di questa Commedia, cosa che non hai fatto di verun'altra. Sapete perché lo faccio? Perché la Commedia non ha incontrato; e se io non ne dico bene, nessuno forse ne vorrà dire.
Il tema della dignità della donna, oggi tornato alla ribalta della cronaca, costituisce un nodo centrale della commedia. Donna Giulia, formalmente personaggio di aristocratica, è di fatto una borghese travestita da aristocratica. Benché affascinato dalla femme savante di importazione francese, Goldoni non rinuncia ai fondamenti morali della borghesia mercantile. Giulia è  ricalcata sul personaggio storico della poetessa Du Boccage, che il commediografo conobbe in occasione del suo viaggio in Italia nel 1757, ma per Goldoni la donna di lettere (che scrive poemi) diventa, semplicemente, una donna che scrive lettere. Il suo esercizio di scrittura è come la scrittura mercantile, serve a registrare la partita doppia del dare e dell'avere.